# Пугачёвский, Александр Александрович
Александр Александрович Пугачёвский (13 [26] марта 1917, Губичи, Буда-Кошелёвский район — июнь 1976, Москва) — советский легкоатлет, тренер, многократный чемпион и рекордсмен страны в беге на 800 и 1500 метров, 3000 метров с барьерами, эстафете 4×400 метров в 1939—1948 годах. Заслуженный работник культуры РСФСР. Заслуженный мастер спорта СССР (1942), Заслуженный тренер РСФСР.

## Биография
Выпускник ГЦОЛИФК, а также Высшей школы тренеров при ГЦОЛИФК (1937).
Выступал за «Динамо» (Москва).
В 1938—1950 годах участвовал в установлении 12 рекордов страны в эстафете. Был первым в СССР кто пробежал 1000 м быстрее 2.30, 1500 м — быстрее 3.55, 2000 м — быстрее 5.30, 3000 м с препятствиями — быстрее 9.10. 2 июля 1939 года в Харькове в течение получаса установил два рекорда страны: 800 м — 1.54,5, затем 2000 м — 5.31,0 (на 0,8 быстрее прежнего рекорда 1934 года Серафима Знаменского).
В 1941 году была издана его книга «Мой бег на 1000 метров». Работал начальником отдела лёгкой атлетики Спорткомитета РСФСР.
Скончался в июне 1976 года в Москве. Похоронен на Головинском кладбище.
В 1980-х — 1990-х годах в Воронеже проводился мемориал Пугачёвского.

## Спортивные результаты
Победитель международного кросса на призы газеты «Юманите» 1947 года.

### Бег на 200 метров
- Чемпионат СССР по лёгкой атлетике 1943 года — ;

### Бег на 400 метров
- Чемпионат СССР по лёгкой атлетике 1940 года — ;

### Эстафета 4×400 метров
- Чемпионат СССР по лёгкой атлетике 1946 года — ;
- Чемпионат СССР по лёгкой атлетике 1947 года — ;

### Бег на 800 метров
- Чемпионат СССР по лёгкой атлетике 1939 года — ;
- Чемпионат СССР по лёгкой атлетике 1940 года — ;
- Чемпионат СССР по лёгкой атлетике 1943 года — ;
- Чемпионат СССР по лёгкой атлетике 1944 года — ;
- Чемпионат СССР по лёгкой атлетике 1946 года — ;
- Чемпионат СССР по лёгкой атлетике 1947 года — ;
- Чемпионат СССР по лёгкой атлетике 1948 года — ;

### Бег на 1500 метров
- Чемпионат СССР по лёгкой атлетике 1936 года — ;
- Чемпионат СССР по лёгкой атлетике 1937 года — ;
- Чемпионат СССР по лёгкой атлетике 1938 года — ;
- Чемпионат СССР по лёгкой атлетике 1939 года — ;
- Чемпионат СССР по лёгкой атлетике 1940 года — ;
- Чемпионат СССР по лёгкой атлетике 1943 года — ;
- Чемпионат СССР по лёгкой атлетике 1944 года — ;
- Чемпионат СССР по лёгкой атлетике 1947 года — ;
- Чемпионат СССР по лёгкой атлетике 1948 года — ;

### Бег на 3000 метров с препятствиями
- Чемпионат СССР по лёгкой атлетике 1947 года — ;
- Чемпионат СССР по лёгкой атлетике 1948 года — ;
- Чемпионат СССР по лёгкой атлетике 1949 года — ;

## Награды
- Орден «Знак Почёта» (27.04.1957) — «за успехи, достигнутые в деле развития массового физкультурного движения в стране, повышения мастерства советских спортсменов, и успешное выступление на международных соревнованиях